# Marc Ó Sé
Marc Ó Sé  est un joueur de football gaélique du club d’An Ghaeltacht et du Comté de Kerry. Il joue arrière latéral en équipe de Comté. Il a gagné par trois fois le All Ireland avec le Comté de Kerry. Ses deux frères, Darragh Ó Sé et Tomás Ó Sé font eux aussi partie de l’équipe de Kerry et ont eux aussi été All-Star.
Il a été élu deux fois dans l’équipe All-Star au terme des saisons 2006 et 2008 du Championnat d'Irlande de football gaélique.

## Carrière

### Les débuts
Marc Ó Sé a commence sa carrière en équipe première de Kerry GAA en 2002. Il impressionne par son aisance dans les lignes arrière de Kerry. Avec son équipe il arrive en finale du All-Ireland. Il est au marquage de l’attaquant Diarmuid Marsden d’Armagh GAA. Kerry perd le match d’un tout petit point 1-12 à 0-14. Après la défaite nombreux sont les observateurs à critiquer la décision de Páidí Ó Sé, manager du club, de ne pas avoir sorti ses deux neveux, Darragh et Marc très fortement bousculés par leurs adversaires directs.
En 2003, Kerry atteint la demi-finale du All-Ireland, échouant largement face à Tyrone GAA, futur vainqueur de la compétition.

### 2004
2004 a été une année riche en évènements pour Marc Ó Sé. Dans un premier temps il perd le Championnat d’Irlande des clubs avec son club An Ghaeltacht GAA. Ensuite, se rattrapant, il remporte la National League avec le Comté de Kerry en battant Galway GAA en finale.
Dans le Championnat d’Irlande il montre tous ses progrès dans le jeu en matière de défense. Il emmène son Comté à une large victoire finale contre Mayo GAA 1-20 à 2-09. Son frère Tomas gagne cette année-là le titre de meilleur joueur de l’année.

### 2006
2006 est une grande année pour Marc Ó Sé. Son équipe bat de nouveau Galway en finale de la National League. Par contre l’équipe du Kerry perd de manière incompréhensible contre Waterford GAA, pourtant considérée comme un Comté mineur en football gaélique, en finale du championnat du Munster. En Championnat d ‘Irlande, Kerry du passer par un tour de qualification contre Longford GAA pour se qualifier pour les quarts de finale. Armagh et Tyrone étaient perçues comme les bêtes noires de Kerry, leurs victoires dans les récentes années en étaient la preuve. Lors du quart de finale contre Armagh, Kerry était donc en danger. Mais lors de la deuxième mi-temps, Kerry se détacha largement, Marc Ó Sé marquant notamment deux points depuis les lignes arrières. En demi-finale Kerry bat Cork GAA et affronte Mayo en finale.  Le match est déjà pratiquement gagné après seulement dix minutes (score 2-04 à 0-00). Kerry gagne finalement tranquillement 4-15 à 3-05. 
Marc Ó Sé est élu dans l’équipe All-Star pour l’année 2006.

### 2007
En 2007, Ó Sé remporte le championnat du Munster avec son Comté. Dans le Championnat d’Irlande, personne ne peut arrêter leur marche en avant et Kerry parvient en finale battant Cork assez largement pour le titre 3-13 à 1-09. C’est la 35e victoire dans le Championnat d'Irlande de football gaélique. 
Marc Ó Sé est de nouveau membre de l’équipe All-star et en plus gagne le titre de footballeur de l’année.
Ses frères Darragh et Tomás font eux aussi partie de l’équipe All-Star : c’est la première fois dans l’histoire de ce sport que trois frères sont sélectionnés simultanément dans cette équipe de prestige.

### 2008
En 2008, Marc Ó Sé et l’équipe de Kerry parviennent en finale de la National League et du Championnat d’Irlande. Ils perdent les deux matchs. La finale du All-Ireland est la cinquième consécutivement. Elle est perdue contre Tyrone pour quatre points 1-15 à0-14.